# Henri Pichette
Henri Pichette, né à Châteauroux (Indre) le 26 janvier 1924 et mort à Paris le 30 octobre 2000, est un écrivain, poète et dramaturge français.

## Biographie
Né d'un père d'origine québécoise et d'une mère nîmoise, il eut une enfance plutôt mouvementée. Il écrit ses premiers poèmes en 1943 et, correspondant de guerre pendant la campagne du Rhin au Danube, commence les Apoèmes en 1945.
Il participe à la libération de Marseille en 1944. Il rencontre Paul Éluard, Antonin Artaud et Max-Pol Fouchet qui l'aident à publier ses poèmes. En 1947, Gérard Philipe et Maria Casarès créent sa pièce Les Épiphanies, sur une musique de Maurice Roche, au théâtre des noctambules, aujourd'hui devenu le cinéma Reflet Médicis.
Henri Pichette contribue à plusieurs revues : Les Lettres françaises, le Mercure de France, Esprit.
Ses textes pullulent de formes renouvelées, les images verbales y fleurissent. Gaëtan Picon, écrit à propos de sa poésie : « Henri Pichette – magnifiquement doué, d'une éloquence quasi forcenée et profondément dramatique, où l'écartèlement de l'esprit apparaît à travers l'entrechoc des mots (Apoèmes, Lettre Rouge). Il y a du Rimbaud chez Pichette - un peu trop visiblement parfois. Voici un poète qui engage l'homme entier dans la poésie, et la poésie entière dans chaque parole : une conscience et un verbe l'un sur l'autre crucifiés. Ses Épiphanies sont l'une des tentatives les plus valables du théâtre lyrique récent. »
En 1960, il laisse dans l'ouvrage d'Anne Philipe et Claude Roy en hommage à son ami Gérard Philipe, paru chez Gallimard, le texte Parler de lui.

## Œuvres
- Xylophonie (avec Antonin Artaud), 1946
- Apoèmes, Gallimard, 1947
- Les Épiphanies, mystère profane, Gallimard, 1948
- Rond-Point, suivi de Joyce au participe futur et de Pages pour Chaplin, Mercure de France, 1950
- Lettres Arc-en-Ciel, Lettre rouge, avec la réponse de Max-Pol Fouchet, Lettre orangée à André Breton, L’Arche, 1950
- Le Point vélique, Mercure de France, 1950
- Nucléa, L’Arche, 1952
- Les Revendications, Mercure de France, 1958
- Odes à chacun, Gallimard, 1961, Galimard 1988  (ISBN 2070712249)
- Tombeau de Gérard Philipe, Gallimard, 1961
- Dents de lait, dents de loup, Gallimard, 1962 (édition bibliophilique enrichie de treize gravures originales sur cuivre de Jacques Villon, Pierre de Tartas éditeur, Paris, 1959)
- Les Épiphanies, édition définitive, Poésie/Gallimard, 1969
- Poèmes offerts, Granit, 1982; réed. Gallimard, 2009
- Cahiers Henri Pichette 1 : Défense et illustration, Granit, 1991
- Cahiers Henri Pichette 2 : Les enfances, Granit, 1995
- Apoèmes, suivi de Lambeaux d’un manuscrit d’amour et de Fragments du "Sélénite", Poésie/Gallimard, 1995
- Cahiers Henri Pichette 3 : avec Les Épiphanies, La Rubeline, 1997
- Les ditelis du rougegorge, Gallimard, 2005